# 門真市立第六中学校
門真市立第六中学校（かどましりつ だいろく ちゅうがっこう）は、かつて大阪府門真市にあった公立中学校。1978年に門真市立第一中学校より分離開校した。他の門真市立中学校と同様、大阪府の中学校としては珍しく給食を実施（自校調理方式）していた。
2012年に門真市立第一中学校と再統合し、門真市中町（旧門真市立中央小学校跡地および隣接地）に門真市立門真はすはな中学校が設置された。

## 沿革
- 1977年5月25日 - 門真市立第一中学校分校を設置。1年生を収容する学年分校とする。
- 1978年4月1日 - 門真市立第六中学校として独立開校。
- 1978年6月20日 - 校章制定
- 1978年7月25日 - 体育館（プール）竣工
- 1979年3月 - 校歌・校旗制定
- 2012年3月31日 - 閉校

## 通学区域
- 門真市立北小学校の通学区域全域。
- 門真市立浜町中央小学校の通学区域の一部。

門真市 小路町、堂山町、月出町、泉町、松葉町、向島町、中町、浜町、石原町。

## 交通
- 京阪本線 古川橋駅下車 西へ約650m。
- 京阪本線・大阪モノレール 門真市駅下車 東へ約550m。
- 京阪バス 門真市役所バス停、門真市役所西詰バス停。

## 周辺施設
- 門真市役所（仮庁舎として利用している）
- 門真府民健康プラザ
- パナソニック